# Sander Fernández
Sander Cervantes Fernández (ur. 19 lipca 1987 w Morón) – kubański piłkarz występujący na pozycji napastnika.

## Kariera klubowa
Sander Fernández od 2008 występuje w grającym w pierwszej lidze kubańskiej FC Ciego de Ávila. Z Ciego de Ávila zdobył mistrzostwo Kuby w 2010.

## Kariera reprezentacyjna
W reprezentacji Kuby Fernández zadebiutował w 2010. W 2011 uczestniczy w Złotym Pucharze CONCACAF.